# Baba Anujka
Ana di Pištonja, nata Drakšin, o Draxin, meglio conosciuta come Baba Anujka (in cirillico serbo: Баба Анујка) (Romania, 1838 – Vladimirovac, 1938), è stata una serial killer jugoslava del villaggio di Vladimirovac.
Soprannominata la Strega di Vladimirovac, ha avvelenato dalle 50 alle 150 persone alla fine del XIX secolo e l'inizio del XX secolo. Arrestata all'età di 90 anni, fu condannata a 15 anni di carcere nel 1929 come complice in 2 omicidi. Fu rilasciata a causa dell'età avanzata dopo 8 anni in prigione.

## Primi anni di vita e matrimonio
I dati sui primi anni di vita di Anujka sono scarsi e inaffidabili. Secondo alcune fonti, nacque nel 1838 in Romania da un ricco allevatore di bestiame e si trasferì a Vladimirovac nella provincia della frontiera militare del Banato dell'Impero austriaco intorno al 1849. Tuttavia, dichiarò di essere nata nel 1836.  Frequentò una scuola privata a Pančevo con bambini di famiglie ricche e in seguito visse nella casa del padre. Pare che iniziò a sviluppare tendenze misantropiche dopo i vent'anni, dopo essere stata sedotta da un giovane ufficiale militare austriaco; dopo aver contratto da lui la sifilide in seguito venne lasciata. A causa di questo episodio, cercò l'isolamento e iniziò a mostrare interesse per la medicina e la chimica. Parlava cinque lingue. In seguito sposò un proprietario terriero di nome Pistov o di Pištonja con il quale ebbe 11 figli, ma solo uno sopravvisse fino all'età adulta. Il marito era molto più anziano di lei e morì dopo vent'anni di matrimonio; rimasta vedova, continuò gli studi di chimica.

## Esperimenti in erboristeria
Anujka realizzò un laboratorio in un'ala della sua casa dopo la morte del marito, e si guadagnò la reputazione di guaritrice ed erborista alla fine del XIX secolo. Era popolare soprattutto tra le mogli dei contadini che cercavano il suo aiuto per problemi di salute e guadagnava un reddito rispettabile che le permetteva di vivere in modo agiato. La donna produceva medicinali e miscele che facevano ammalare i soldati abbastanza da sfuggire al servizio militare, e vendeva anche miscele velenose che chiamava "acqua magica" o "pozioni d'amore". Vendeva la cosiddetta "acqua magica" principalmente a donne con mariti violenti, a cui facevano bere la miscela, e solitamente morivano dopo circa otto giorni.
La "pozione d'amore" di Anujka conteneva arsenico in piccole quantità e alcune tossine vegetali difficili da rilevare. Quando le veniva raccontato di un problema matrimoniale, Anujka chiedeva al suo cliente: "Quanto è pesante quel problema?", Il che significava: "Qual è la massa corporea della vittima?" Da questo dato era quindi in grado di calcolare la dose necessaria. Le vittime di Anujka erano generalmente uomini, solitamente giovani e sani. Le sue clienti affermarono al processo di non sapere che la sua "acqua magica" conteneva veleno, ma che credevano che la donna possedesse una sorta di poteri soprannaturali per uccidere le persone usando la magia. Le pozioni di Anujka uccisero tra le 50 e le 150 persone.
Negli anni venti, Anujka aveva una "agente di vendita", una donna di nome Ljubina Milankov, il cui compito era trovare potenziali clienti e portarli a casa della donna.  Il prezzo dell'"acqua magica" oscillava tra i 2000 e i 10000 dinari jugoslavi.

## Omicidi dei Momirov
Anujka vendette la sua "acqua magica" a Stana Momirov nel gennaio 1924 per 2300 dinari. Stana era una precedente cliente e le erano state fornite medicine a base di erbe in altre occasioni. Stana diede la miscela a suo marito Lazar Ludoški, che si ammalò e morì dopo pochi giorni. Stana in seguito sposò un altro uomo dello stesso villaggio. Un ricco zio del suo secondo marito morì in circostanze simili nel giro di pochi mesi. La polizia interrogò Stana e lei accusò Anujka.
Anujka vendette quindi la sua acqua magica nel dicembre 1926 a Sima Momirov e sua moglie Sofija, che intendevano uccidere il padre settantenne di Sima, Nikola Momirov. Il motivo riguardava una lite familiare. Secondo le loro dichiarazioni, Nikola era un alcolizzato e violento nei confronti dei suoi figli e nipoti. Sofija sentì parlare di Anujka da una donna di nome Danica Stojić (o Stajić) e la contattarono, ottenendo acqua magica per 5000 dinari. Sofija lo diede a Olga Sturza, 16 anni, la nipote di Nikola, e le ordinò di assicurarsi che Nikola lo bevesse. Nikola bevve la pozione, si ammalò e morì dopo 15 giorni.

## Processi
Il primo processo di Anujka si svolse nel giugno 1914 a Bela Crkva per aver fornito veleno per omicidi, ma fu assolta. Fu nuovamente arrestata il 15 maggio 1928 all'età di 90 anni. Anche Stana, Sofija e Sima Momirov, Ljubina Milankov, Danica Stojić e Olga Sturza vennero arrestate e accusate degli omicidi di Nikola Momirov e Lazar Ludoški. Le autorità riesumarono i corpi delle vittime per le autopsie eseguite presso l'Università di Belgrado.
Il processo iniziò nel giugno 1929 presso il tribunale distrettuale di Pančevo e le udienze si tennero il 18 e 19 giugno. Il processo proseguì il 1º luglio quando furono disponibili i risultati dei test chimici su campioni trovati nella casa di Anujka, momento in cui il pubblico ministero e gli avvocati difensori rilasciarono dichiarazioni conclusive. Il pubblico ministero chiese la pena di morte per tutti gli imputati tranne la Sturza, che al momento dell'omicidio era minorenne e per il quale chiese la reclusione.
Sofija e Sima Momirov si difesero al processo: affermarono di non sapere che "l'acqua magica" contenesse veleno; credendo che fosse solo acqua e che la morte sopraggiungeva a causa dei poteri soprannaturali di Anujka. Stana Momirov dichiarò che voleva solo che l'acqua magica guarisse suo marito dall'alcolismo e che non era consapevole che lo avrebbe ucciso. Durante il processo, Anujka negò costantemente le accuse, sostenendo di non aver mai venduto acqua magica e che l'intero caso contro di lei era stato inventato da Ljubina Milankov, che voleva incolparla per i suoi stessi crimini. La Sturza si difese, affermando di essere ancora una bambina al momento dell'omicidio e che non sapeva che l'acqua avrebbe ucciso suo nonno; ma Sofija dichiarò che la Sturza era ben consapevole dell'intera trama. Il dottor Branko Vurdelja testimoniò che tracce di arsenico vennero trovate nei corpi di entrambe le vittime.
Il verdetto fu pronunciato il 6 luglio 1929. Anujka fu condannata a 15 anni di carcere per il ruolo di complice in entrambi gli omicidi. Stana e Sofija Momirov vennero condannate all'ergastolo in quanto principali esecutrici. Sima Momirov fu condannata a 15 anni e Ljubina Milankov a 8 anni. Olga Sturza e Danica Stojić vennero assolte.

### Appello
Sia il pubblico ministero che gli imputati impugnarono il verdetto davanti alla Corte d'Appello di Novi Sad, e il processo si svolse il 29 e 30 novembre 1929. Il pubblico ministero chiese la pena capitale per tutti gli imputati. Dopo un interrogatorio, Sima e Sofija Momirov ammisero di essere a conoscenza del veleno fin dall'inizio, ma tutti gli imputati tennero fede alle loro precedenti dichiarazioni. Il verdetto fu pronunciato il 30 novembre 1929. Anujka venne nuovamente condannata a 15 anni di carcere con lavori forzati, e Stana e Sofija Momirov furono nuovamente condannate all'ergastolo. La pena di Sima Momirov fu aumentata da 15 anni all'ergastolo e quella di Ljubina Milankov fu aumentata da 8 a 10 anni. La Sturza e la Stojić vennero nuovamente assolte.
Anujka fu rilasciata all'età di 98 anni dopo otto anni di carcere a causa della vecchiaia. Morì due anni dopo nella sua casa di Vladimirovac all'età di 100 anni.